# Арести Агирре, Хосе Луис
Хосе́ Лу́ис Аре́сти Аги́рре (исп. José Luis Aresti Aguirre; 17 марта 1917, Эрандио (Бискайя) — 18 ноября 2003, Мадрид, Испания) — испанский лётчик-истребитель, участник гражданской войны в Испании, инструктор по высшему пилотажу.

## Биография
Во время гражданской войны в Испании в январе 1938 года поступил на курсы военных лётчиков  под псевдонимом «Хосеба Колдобика», где успешно получил диплом лётчика и был направлен в качестве инструктора в школу истребителей в Кармоли. В конце 1938 года
15 июля 1938 года в первом же бою он перешёл на сторону франкистов и на своем самолёте «Поликарпов И-16» Рата приземлился на пляже недалеко от Мелильи.
В конце 1938 года лётчик-ас Гарсиа Морато, воевавший на стороне франкистов, пригласил его в руководимую им группу истребителей Fiat CR.32, которая называлась 3-G-3. Позже его направили в группу истребителей 28 на Балеарских островах.

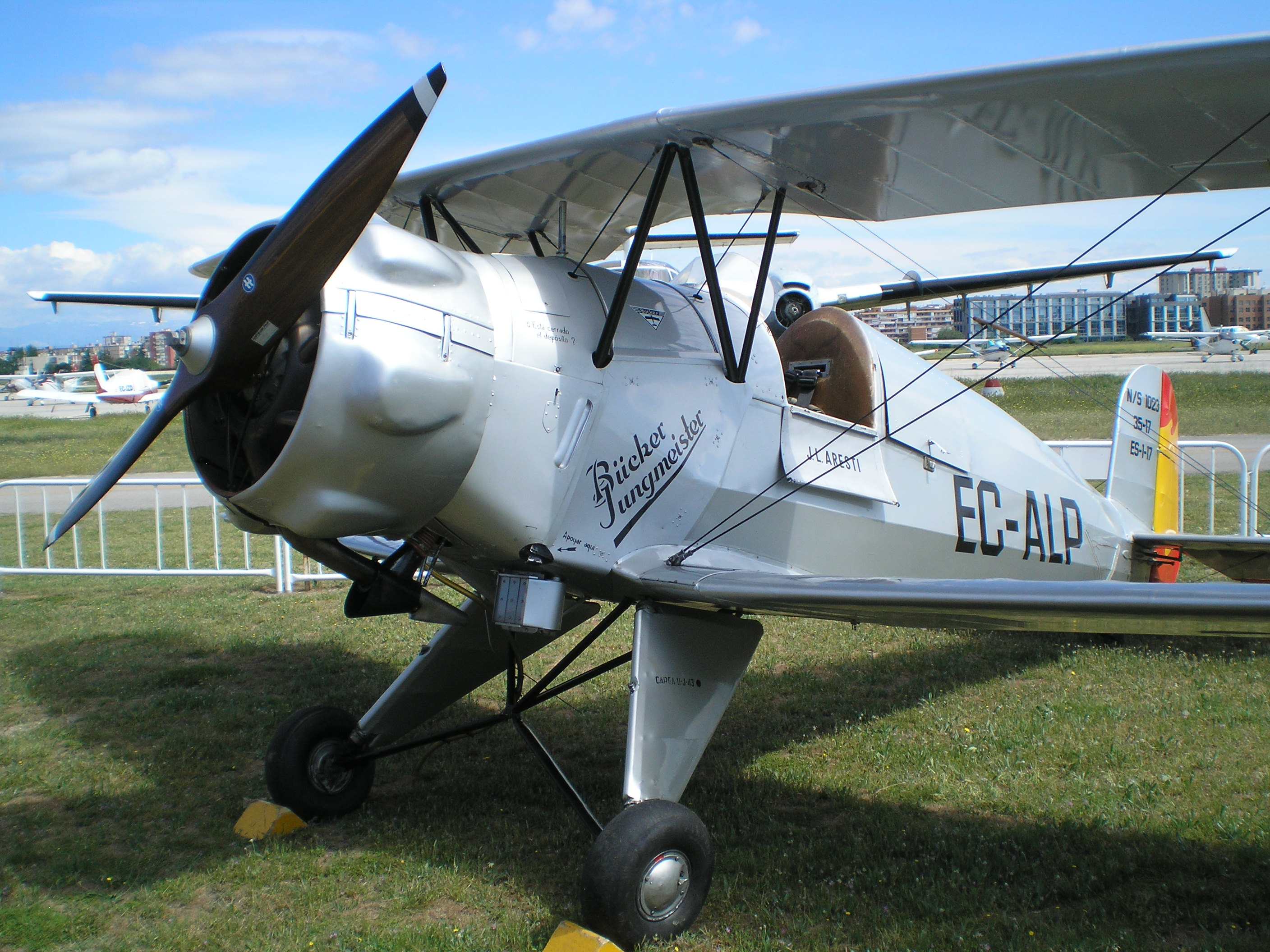
Самолет JL Aresti Bücker Bü 133 Jungmeister

## Награды
Хосе Луис Аресте получил от Международной авиационной федерации следующие награды:
- Диплом Поля Тиссандье 1955 г.
- Бронзовая медаль FAI 1961 г.
- Золотая авиационная медаль ФАИ 1969[4]

## Вклад в высший пилотаж
- Создал документ, который Международная авиационная федерация (FAI) приняла в 1964 году в качестве стандарта. В каталоге Арести[англ.]  перечислены все фигуры высшего пилотажа, разрешенные на соревнованиях[5].
- Учредил Кубок Хосе Луиса Арести и передал его Международной авиационной федерации. Кубок вручается абсолютному чемпиону в личном зачете на «Чемпионате мира по акробатическим полетам»[6][7]